# Harry Stengritt
Harry Stengritt est un membre de la Sicherheitsdienst, le service de renseignements de la SS, à Lyon pendant la Seconde Guerre mondiale.
L’Oberscharführer Stengritt est un collaborateur de Klaus Barbie, qui a participé à l'arrestation de Jean Moulin à Caluire. Il est interrogé sur les conditions de celle-ci le 2 août 1948, à Stuttgart. Il est de nouveau entendu à Paris le 7 décembre 1948. Il déclare que l'évasion de Hardy ne s'est faite qu'avec la complicité de Barbie.
Présenté comme témoin à charge au second procès contre Hardy, son témoignage contribue à l'acquittement, car il explique que la police française lui a presque dicté son premier témoignage. Selon Pierre Péan (La Diabolique de Caluire, Paris, Fayard, 1999), Stengritt et Hardy se sont concertés avant le procès et Stengritt aurait accepté de livrer un faux témoignage contre une promesse d'aide si Hardy était acquitté. Lydie Bastien aurait été sa maîtresse avant d'être celle de Hardy.
Malgré les garanties avancées pour sa venue à Paris, il est condamné à mort, mais gracié après 15 ans de prison. Selon le livre de Jacques Gelin " L'affaire Jean Moulin. Trahison ou complot" page 61, Stengritt, jugé en 1954 , a été libéré au début de 1955. Il a fait deux ans de prison avant le procès Hardy et quatre ans après. L'aide promise par Hardy a été effective ( il était quand même condamné à mort ), même si Hardy a été libéré avant.     